# Americanas
Americanas é uma varejista brasileira com sede na cidade do Rio de Janeiro e centros de distribuição posicionados estrategicamente no Rio de Janeiro, São Paulo, Rio Grande do Sul, Paraná, Santa Catarina, Pará, Bahia, Minas Gerais e Pernambuco.
Em 2015, era a quarta maior empresa varejista do país, segundo ranking do IBEVAR, caindo para quinta colocação em 2022, com 32,2 bilhões de reais de faturamento anual. Em 2023, após a divulgação controversa de passivos até então não reconhecidos, ingressou com pedido de recuperação judicial citando dívidas superiores a R$40 bilhões.
Até 2021, era controlada por três empresários: Jorge Paulo Lemann, Marcel Herrmann Telles e Carlos Alberto Sicupira (Beto), o mesmo trio que comanda a ABInbev (fusão da antiga AmBev, com a Interbrew e, posteriormente, Anhauser Bush), GP Investimentos, América Latina Logística e outros grupos. O trio passou a ser acionista de referência da Americanas após a incorporação da Americanas.
Em julho de 2024, a Americanas anunciou a integração dos sites e apps do Shoptime e do Submarino.

## História
A empresa foi fundada em 1929, pelos americanos John Lee, Glen Matson, James Marshall e Batson Borger que partiram dos Estados Unidos em direção a Buenos Aires com o objetivo de abrir uma loja no estilo Five and Ten Cents (lojas que vendiam mercadorias a 5 e 10 centavos, na moeda americana). A ideia era lançar uma loja com preços baixos, no modelo que já fazia sucesso nos Estados Unidos e na Europa no início do século. No navio em que viajavam, conheceram os brasileiros Aquino Sales e Max Landesman que os convidaram para conhecer o Rio de Janeiro.
Na visita ao Rio de Janeiro, os americanos perceberam que havia muitos funcionários públicos e militares com renda estável, porém com salários modestos, e a maioria das lojas não eram destinadas a esse público. As lojas existentes, em geral, vendiam mercadorias caras e especializadas, o que obrigava uma dona de casa ir a diferentes estabelecimentos para fazer as compras. Foi assim que decidiram que o Rio de Janeiro era a cidade perfeita para lançar o sonhado empreendimento – uma loja de preços baixos para atender àquela população “esquecida” e que vendesse vários tipos de mercadorias. Eles desejavam oferecer uma maior variedade de produtos a preços mais acessíveis.
Assim, no ano de 1929, inauguraram a primeira Americanas, em Niterói com o slogan “Nada além de 2 mil réis”. No fim do primeiro ano, já eram quatro lojas: três no Rio e uma em São Paulo.
Em 1940, a Americanas tornou-se uma sociedade anônima, abrindo seu capital. Em 1982, os principais acionistas do Banco Garantia, Jorge Paulo Lemann, Marcel Telles e Carlos Alberto Sicupira, entraram na composição acionária de Americanas como controladores.

### Década de 1990
No primeiro semestre de 1994, concretizou a formação de uma joint venture com o nome de Wal Mart Brasil, com participação de 40% da Americanas, e 60% por parte da Wal Mart Store na composição do capital.
Em dezembro de 1997, por decisão do Conselho de Administração da empresa, foi aprovada a venda total da participação de 40% na joint venture para o Walmart Inc. Essa decisão foi tomada após a conclusão de que seria necessário a total concentração de recursos no próprio negócio da companhia.
Em agosto de 1998, o Conselho de Administração aprovou a venda total da participação acionária da Americanas na empresa 5239 Comércio e Participações, subsidiária que detinha o controle acionário de suas 23 lojas de supermercado, para a empresa francesa Comptoirs Modernes (pertencente ao Grupo Carrefour). A decisão pela saída do segmento supermercadista deveu-se ao processo de consolidação pelo qual passa este setor no Brasil com a entrada de grandes concorrentes internacionais, o que exigiria expressivos investimentos para a manutenção da posição de mercado da Companhia. Desta forma, a Americanas decidiu novamente focar em seu principal negócio: lojas de descontos.

Em julho de 1999, a companhia decidiu pela segregação de seu negócio imobiliário, tendo o seu capital social reduzido em R$ 493.387 mil, valor correspondente ao investimento possuído pela São Carlos Empreendimentos e Participações.

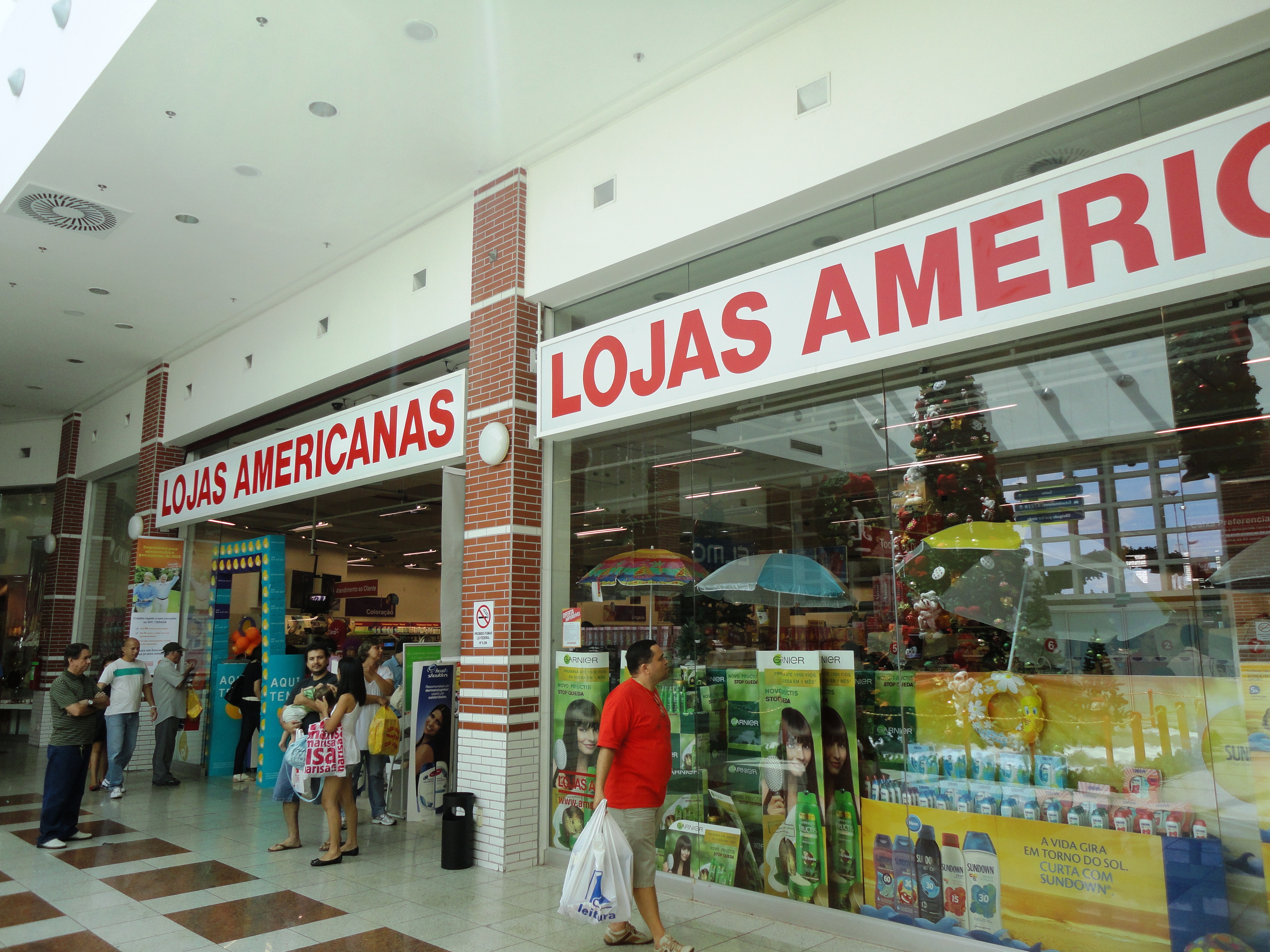
Filial no Shopping Vale do Aço, em Ipatinga.

### Década de 2000
O ano de 2003 teve como principal característica a aceleração do programa de expansão. Com o objetivo de expandir a rede de lojas, foram inauguradas 13 lojas convencionais, fortalecendo a presença da companhia em mercados importantes das regiões Sudeste e Sul do país. Duas outras lojas foram reformadas para possibilitar um melhor atendimento aos clientes. O conjunto de inaugurações contemplou também a abertura das três primeiras lojas "Americanas Express", concebidas segundo o "conceito de vizinhança" no Rio de Janeiro. [carece de fontes?]
Em 2004, deram continuidade ao processo de expansão através da abertura de 35 lojas e da conclusão do novo Centro de distribuição em Barueri, na grande São Paulo, visando suportar numa primeira fase, o crescimento orgânico da companhia, tanto das lojas físicas como da loja virtual.[carece de fontes?]
O ano de 2005 foi um ano de importantes realizações para maximizar o valor de Americanas: foram inauguradas 37 novas lojas, foi adquirido o canal de TV e site de comércio eletrônico Shoptime e foi realizada uma joint venture com o Banco Itaú, criando a Financeira Americanas Itaú, ou Americanas Taií.[carece de fontes?]
Em 2006, prosseguiram com a expansão inaugurando 45 novas lojas e criaram uma nova empresa, a B2W, companhia Global de Varejo, produto da fusão Americanas.com e do Submarino.
A nova empresa tinha valor de mercado de cerca de 6,5 bilhões de reais, tornando-se a terceira maior do setor no mundo. A B2W Digital é líder em comércio eletrônico na América Latina. A Companhia opera por meio de uma plataforma digital, com negócios que apresentam forte sinergia e um modelo único, multicanal, multimarca e multinegócios.
A B2W Digital possuía um portfólio com as marca Americanas Empresas, Americanas.com, Submarino, Shoptime, Submarino Finance, Sou Barato e Supermercado Now que oferecem mais de 38 categorias de produtos e serviços, por meio dos canais de distribuição internet, televendas, catálogos, TV e quiosques. Em 2017, possuíam 10 mil vendedores registrados, com um crescimento de cerca de 2 mil novos lojistas por trimestre.
Em janeiro de 2007, Americanas anunciou a aquisição da BWU, empresa detentora da marca Blockbuster Inc. no Brasil por R$ 186,2 milhões e adaptou as lojas ao modelo Americanas Express, somando assim mais 127 lojas à sua rede.

### Década de 2010

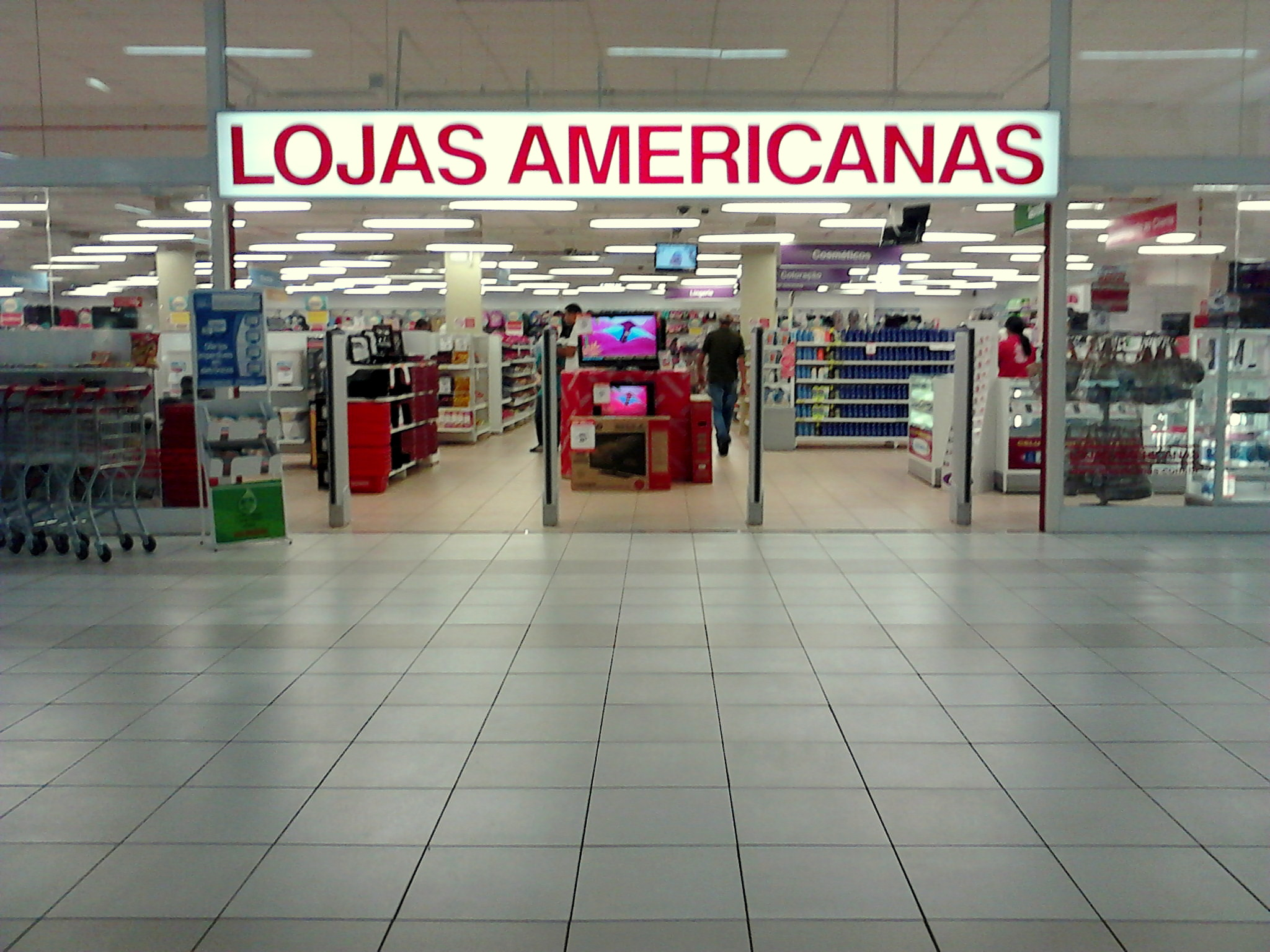
Filial em Tangará da Serra, no interior de Mato Grosso, inaugurada em novembro de 2011, consolidando a expansão da rede no Brasil.

No ano de 2013, a B2W realizou a aquisição de três empresas de tecnologia especializadas em desenvolvimento de sistemas e soluções para comércio eletrônico e criou o BIT - B2W Inovação e Tecnologia. Com isso, a Companhia dobrou seu time de tecnologia/internet, que é o maior da América Latina e conta atualmente com mais de 600 engenheiros em escritórios em São Paulo, Rio de Janeiro e Recife.
Foram adquiridas as empresas Uniconsult, especializada em otimização de controle de pedidos (expedição e reversa), de sistemas para operação de múltiplos centros de distribuição e desenvolvimento de sistemas específicos para operação de marketplace, em maio de 2013; Ideais Tecnologia, voltada para desenvolvimento e otimização das plataformas de venda online, B2B/B2B2C e sistemas mobile, e Tarkena, focada em otimização de sistemas de busca e algoritmos para gerenciamento de frete, ambas em outubro de 2013.
Em setembro de 2013, a rede Americanas foi condenada a pagar 250 mil reais para entidades assistenciais sem fins lucrativos devido ao uso de mão-de-obra em condições trabalhistas análogas às de escravidão. A fiscalização ocorreu em janeiro de 2013 na empresa BASIC+ que vende sua mercadoria para a Americanas e encontrou nessa situação um grupo de bolivianos na cidade de Americana que fornecia roupas infantis para a Americanas.
Em janeiro de 2014, a B2W Digital anunciou um aumento de capital no valor de R$ 2,38 bilhões que tem por objetivo melhorar a estrutura de capital da Companhia, utilizando os recursos para amortizar parte da dívida, permitindo que a empresa siga investindo nos pilares do seu negócio, acelerando o seu crescimento e consolidando sua posição de liderança no mercado. A operação contou ainda com a participação do investidor de tecnologia/internet Tiger Global, que entre outras possui participação na Amazon.
A B2W anunciou em 14 de Junho de 2014 a aquisição da Direct, maior operadora logística de e-commerce no Brasil, especializada em entregas de itens pequenos. Em 2013, a Companhia já havia realizado a aquisição da Click – Rodo, operadora logística também especializada em entregas para o comércio eletrônico, com foco em itens grandes.
Em junho de 2015, a B2W comprou o Sieve Group, grupo de empresas especializadas na prestação de serviços para o e-commerce, entre elas a Sieve, especializada em monitoramento e inteligência de preços online, a InfoPrice focada em monitoramento e inteligência de preços no mercado offline (varejo físico), a Admatic, de gerenciamento de mídias digitais, Skyhub, integradora de Marketplace e o Site Blindado, focado em soluções de segurança.
Em setembro de 2015 a companhia vende a Ingresso.com por 280 milhões de reais e também finaliza a venda do Submarino Viagens para a CVC.
Ao longo de 2016 e 2017 a B2W Digital lançou seus dois primeiros projetos de código aberto, o Marvin-AI, plataforma de inteligência artificial e o restQL, uma linguagem de consulta para micro serviços.
No ano de 2018 teve o lançamento da Ame, fintech da Americanas.
No final de 2019, a B2W Digital anunciou novas empreitadas, como a abertura de mais sete centros de distribuição, além dos 15 atuais, até 2022; uma parceria entre Ame e Stone; e abertura de um escritório na China, para operar vendas on-line de produtos estrangeiros no país asiático, com base na atividade "Americanas no Mundo".

### Década de 2020
Em julho de 2021, a Americanas e a B2W Digital se fundiram em uma única empresa, chamada de Americanas
Em setembro de 2021, a Americanas anunciou a aquisição da plataforma digital literária Skoob Books, maior plataforma digital de conteúdo para leitores do país.
Em outubro de 2022 Ame recebe autorização do Banco Central para operar como instituição de pagamento. No mesmo período a Americanas conquista o Prêmio Great Place To Work como uma das 10 melhores empresas para se trabalhar no Brasil, na categoria + de 10 mil funcionários.
Em abril de 2023, a empresa tem resultado histórico na Páscoa em meio à crise: a Americanas vendeu mais de 150 milhões de produtos, volume 10% superior ao mesmo período de 2022.
Em setembro de 2023, a Americanas conquistou pela segunda vez consecutiva a primeira colocação no Ranking Varejo Conveniência do Prêmio Experience Awards. Além do Ranking Conveniência, as marcas Americanas, Submarino e Shoptime também receberam certificações de empresas referência em NPS no Brasil na categoria Marketplace.

#### Crise
Em 11 de janeiro de 2023, o então diretor-presidente da Americanas, Sergio Rial, comunicou ao mercado, por meio de fato relevante, inconsistências contábeis de cerca de R$ 20 bilhões no balanço da varejista. O rombo era referente à forma pela qual a companhia reportava as operações denominadas de risco sacado, relativo a financiamentos feitos pela companhia para antecipar pagamentos a fornecedores. No mesmo fato relevante, de 11 de janeiro, os CEO e CFO, André Covre, renunciaram aos respectivos cargos, nove dias após assumi-los.
Foi ainda no seu segundo dia de empresa, em 3 de janeiro, que o economista Sergio Rial recebeu um alerta de um diretor da varejista sobre a necessidade de ele entender melhor os números que haviam sido apresentados em reunião realizada em dezembro de 2022. Na ocasião, o presidente anterior, Miguel Gutierrez, fez uma apresentação de legado direcionada ao presidente do conselho de administração da companhia, e da qual Rial participou. No dia 4 janeiro de 2023, dois diretores então afirmaram ao economista que havia dívida bancária não contabilizada na rubrica bancos.
Em chamada com acionistas no dia 12 de janeiro, dia seguinte à divulgação do fato relevante, Sérgio Rial disse que o rombo se deu por "inconsistências no balanço da empresa" que não teriam começado agora, mas já se arrastavam "por cerca de 7 a 9 anos". Segundo Rial, pagamentos a fornecedores eram antecipados contraindo dívida com bancos, operação conhecida como "risco sacado", mas não eram contabilizadas como dívida bancária, o que inflaria o lucro contábil.
As regras brasileiras não impedem tal contabilização, mas há recomendação da Comissão de Valores Mobiliários (CVM) pelo seu reconhecimento como dívida. As ações da empresa chegaram a cair 90% durante o leilão do dia seguinte, afetando também o preço das ações de outras varejistas, por receio de semelhante contabilidade. Analistas e gestores criticaram a forma como Rial e a empresa comunicaram o mercado do fato, citando ausência de detalhes relevantes. A chamada com acionistas foi limitada a 1.000 pessoas, e mais de 3.500 esperavam na fila.
No dia 13 do mesmo mês, o juiz Paulo Assed Estefan do Rio de Janeiro concedeu proteção à Americanas contra vencimento antecipado de dívidas, atendendo ao pedido das empresas do grupo, dando fôlego para a empresa enfrentar uma crise sem precedentes após ter anunciado um rombo contábil de R$ 43 bilhões. No dia 14, o credor BTG Pactual, que possui R$ 1,9 bilhão a receber da varejista, impetrou recurso contra a tutela de urgência concedida à Americanas. No dia 18, o mesmo banco conseguiu bloquear judicialmente R$ 1,2 bilhão das contas da Americanas até ulterior análise do caso.
No dia 19, a empresa entrou com um pedido de recuperação judicial na 4ª Vara Empresarial do Rio de Janeiro. A quantia em caixa, segundo a varejista, estaria em R$ 800 milhões (contra os R$ 8,6 bilhões reportados no terceiro trimestre de 2022). Segundo a Americanas, boa parte do recurso está "injustificadamente indisponível para a movimentação da companhia desde ontem", atribuindo a situação à decisão que permitiu que o BTG bloqueasse R$ 1,2 bilhão da varejista. A B3, no mesmo dia, anunciou a retirada dos papéis da Americanas de todos os índices da bolsa brasileira, incluindo o Ibovespa. Investidores minoritários da Associação Brasileira de Investidores (ABRADIN) buscam responsabilizar a PwC e o advogado criminalista do grupo deve acionar o Ministério Público Federal (MPF) para apurar suspeita de insider trading na venda de mais de R$ 210 milhões em ações da companhia feita por seus diretores, pois os valores que envolvem o caso excluem a possibilidade de que tenha se tratado apenas de negligência.
No dia 23, a Vibra Energia anunciou o desfazimento da joint venture Vem Conveniência, empresa destinada a lojas de pequeno varejo dentro e fora de postos de combustíveis com as marcas Local e BR Mania. A Americanas detinha 50% do negócio estabelecido em fevereiro de 2021.
Gestores e executivos de bancos, credores da Americanas, e fundos que tinham alguma participação na empresa classificaram o caso como uma fraude contábil de grandes proporções. Em fato relevante publicado em junho de 2023, pela primeira vez a empresa atribuiu a fraude parte dos problemas contábeis de seu balanço. O fato relevante cita nominalmente integrantes da ex-diretoria da empresa.
Em julho de 2024, a Americanas anunciou a integração dos sites e apps do Shoptime e do Submarino com o objetivo de fortalecer o digital da companhia a partir da marca Americanas. A decisão foca em uma operação mais ágil, rentável e eficiente para oferecer uma experiência de compra ainda mais completa.

## Marcas

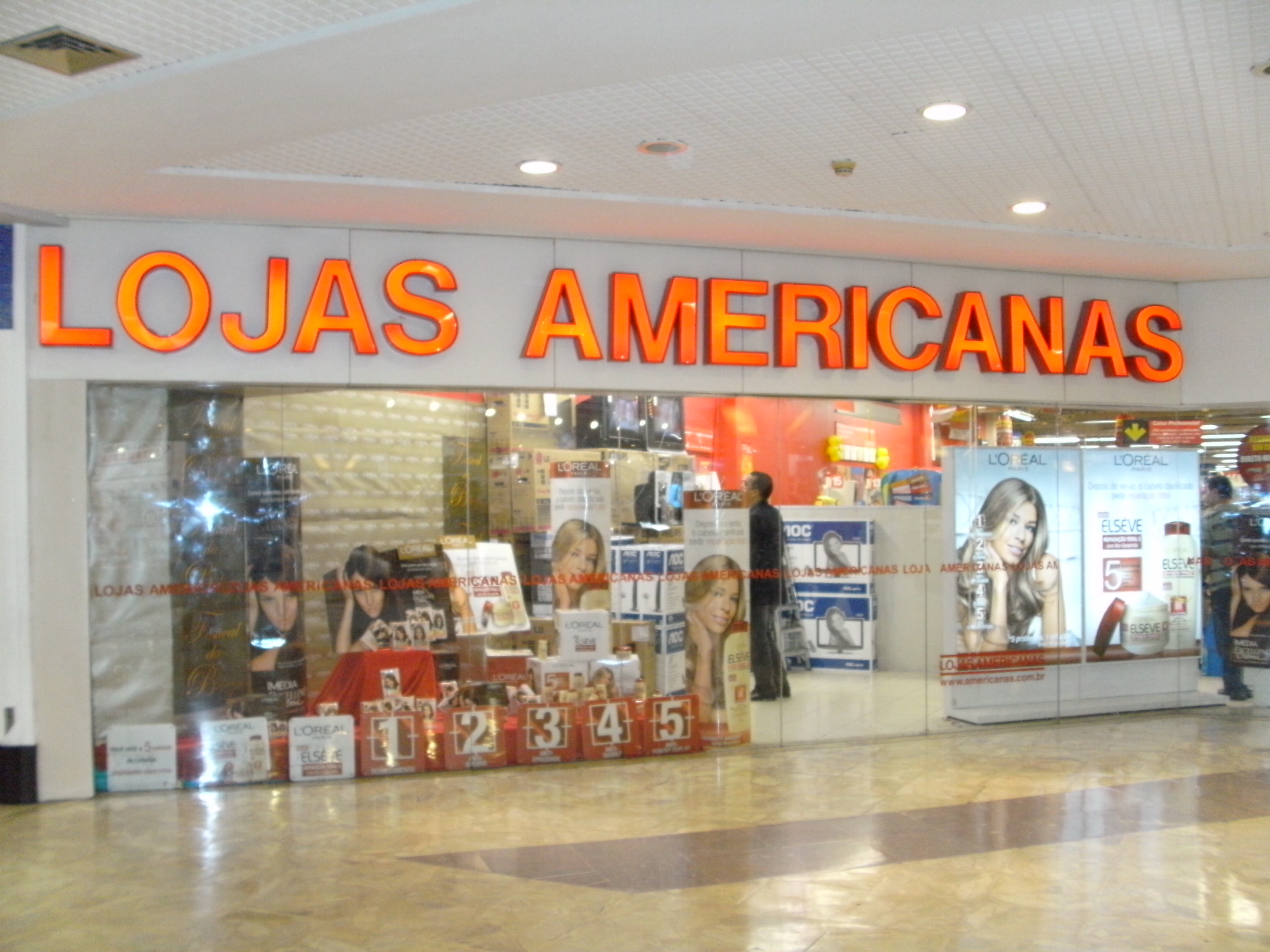
Filial no Shopping Recife, abril de 2010

Atualmente a Americanas opera em dois segmentos: lojas físicas e e-commerce.

### Lojas físicas
- Americanas — o modelo tradicional possui área média de vendas de 1.500 m² e catálogo de 60 mil itens.[80]
- Americanas Express — são lojas compactas, com média de 400 metros quadrados de área de vendas e catálogo de 15 mil itens,[80] que variam conforme a loja a fim de atender o perfil do consumidor local. A primeira Americanas Express foi inaugurada em maio de 2003 em Copacabana, no Rio de Janeiro.[81] Atualmente há diversas lojas do formato pelo Brasil.
- Americanas Local — foi um modelo lançado no final de 2016, um formato de loja de conveniência localizada no bairro do Leme, Rio de Janeiro. Com tamanho reduzido e produtos cuidadosamente selecionados e voltados para conveniência alimentar. Atualmente, possui esse formato na cidade do Rio de Janeiro e São Paulo.[82]
- Americanas Blockbuster — foi um modelo de loja criado em 2007, após a compra da Blockbuster do Brasil pela Americanas. Elas possuíam em média 400 metros quadrados de área de venda, sendo um espaço de 80 a 100 metros quadrados dedicado à videolocadora, e o restante ocupado pelo modelo Americanas tradicional ou Americanas Express.[83]
- Hortifruti Natural da Terra[84]

### Franquias
- Grupo Uni.co[84]
  - Imaginarium
  - MinD
  - Lovebrands
  - Puket

### Joint venture
- No dia 23 de agosto, a Americanas encerrou a parceria com a Vibra Energia (VBBR3)[85] relacionada à exploração do negócio de lojas de pequeno varejo desenvolvida pela parceria com a Vem Conveniência. Com o acordo, houve o retorno dos negócios de lojas de pequeno varejo para as acionistas originárias, ou seja: as lojas “Local” para a Americanas e “BR Mania”, para a Vibra.

### Fintech
- Ame Digital[86]
  - Bit Capital[84]
  - Nexoos[84]
  - Parati Financeira[84]

### Comércio eletrônico
- Americanas.com — criada no final do ano de 1999 para a venda de mercadorias através da Internet. Em 2000, a Americanas.com teve seu capital aumentado através da subscrição integral feita pelas empresas Chase Capital Partners, The Flatiron Fund, AIG Capital Partners, Next International, Global Bridge Ventures e Mercosul Internet, que juntas subscreveram por US$ 40 milhões, ações correspondentes a uma participação final de 33% do capital social da Americanas.com.
- Submarino
- Shoptime
- Americanas Empresas — plataforma voltada para o comércio B2B (empresa com empresa), foi fundado em fevereiro de 2019.[87][88][89][90] Incialmente, chamava-se B2W Empresas e foi a primeira plataforma eletrônica a aceitar o cartão BNDES.[91]
- Supermercado Now — Site de vendas de itens de supermercado, foi adquirido pela então B2W Digital em 2016.[92]
- Americanas Delivery

### Produtos e Serviços Digitais
- Skoob[84]

### Entregas
- Americanas Entrega (antiga Direct Express)[93]

## Premiações
| Ano  | Organização              | Recipiente(s) | Categoria              | Resultado |
| ---- | ------------------------ | ------------- | ---------------------- | --------- |
| 2022 | Prêmio iBest             | Americanas    | Marketplace            | TOP3      |
| 2022 | Prêmio iBest             | Americanas    | Experiência de Compra  | TOP3      |
| 2022 | Prêmio iBest             | Americanas    | Inovação em E-commerce | TOP3      |
| 2022 | Prêmio iBest             | Americanas    | Supermercados          | TOP3      |
| 2022 | Prêmio iBest             | Hortifruti    | Supermercados          | TOP3      |
| 2022 | Prêmio iBest             | Ame Digital   | Fintech                | TOP3      |
| 2023 | Prêmio Experience Awards | Americanas    | Varejo Conveniência    | TOP3      |

2023:
- Prêmio Experience Awards: A Americanas conquistou a primeira colocação no Ranking Varejo Conveniência, repetindo o feito alcançado em 2022. Esse reconhecimento mostra que a Americanas continua sendo uma marca forte e presente no dia a dia dos brasileiros.[100]

## Reclamações
Após a fusão, o número de queixas de consumidores insatisfeitos com a Americanas.com aumentou consideravelmente. Em 2006, o Ministério Público abriu uma ação contra a B2W, que foi acusada de demora na entrega das encomendas, dificuldades no ressarcimento de valores e de não trocar produtos com defeito. A empresa assinou um Termo de Ajustamento de Conduta (TAC) em 2008, comprometendo-se a sanar os problemas. Isso, no entanto, não aconteceu, e a B2W voltou a ser alvo da justiça em 2010, quando foi multada em 1,4 milhões de reais por descumprimento do TAC.
Em fevereiro de 2011, a 7.ª Vara Empresarial do Rio de Janeiro perpetrou uma ação especificamente contra a Americanas.com devido ao alto número de reclamações a respeito de atrasos em entregas (reclamações essas que atingiram níveis expressivos após as compras de final de ano em 2010). Ficou decidido que o site de compras estabelecesse e respeitasse os prazos para efetuar a entrega dos produtos aos consumidores, sob pena de pagar multa no valor de 500 reais para cada nova reclamação comprovada.
Em maio de 2011, atendendo a uma solicitação do Ministério Público, a 15ª Vara Cível do Tribunal de Justiça do Rio de Janeiro (TJRJ) proibiu a Americanas.com de registrar novas vendas para o estado do Rio. A proibição se deu devido à alta reincidência de atraso na entrega de pedidos e de queixas dos consumidores — à época da decisão, a coluna "Defesa do Consumidor" do jornal O Globo, por exemplo, registrava 500 novas reclamações por dia contra a loja, enquanto que no Reclame Aqui a empresa era considerada recordista de queixas, com cerca de 20 mil reclamações. A Americanas, no entanto, descumpriu a ordem judicial, e em junho do mesmo ano foi multada em 860 mil reais. No final do mesmo mês a justiça liberou as vendas, mantendo contudo o bloqueio nas contas bancárias da empresa do valor relativo à multa.